# ألعاب القوى في الألعاب البارالمبية الصيفية 1964
تضمنت ألعاب القوى في الألعاب البارالمبية الصيفية 1964 42 حدثًا، 24 للرجال و18 للسيدات.

## الدول المشاركة
- الأرجنتين (9)
- أستراليا (4)
- النمسا (6)
- فرنسا (1)
- بريطانيا العظمى (11)
- جزيرة أيرلندا (1)
- إسرائيل (4)
- إيطاليا (7)
- اليابان (1)
- مالطا (1)
- هولندا (3)
- رودسيا (3)
- جنوب إفريقيا (3)
- الولايات المتحدة (24)
- ألمانيا الغربية (4)

## جدول الميداليات
*   البلد المضيف (مضيف)
| المرتبة | فريق                   | ذهبية | فضية | برونزية | المجموع |
| ------- | ---------------------- | ----- | ---- | ------- | ------- |
| 1       | الولايات المتحدة (USA) | 18    | 18   | 12      | 48      |
| 2       | إيطاليا (ITA)          | 6     | 4    | 2       | 12      |
| 3       | جنوب إفريقيا (RSA)     | 4     | 4    | 2       | 10      |
| 4       | بريطانيا العظمى (GBR)  | 4     | 2    | 6       | 12      |
| 5       | ألمانيا الغربية (FRG)  | 3     | 0    | 2       | 5       |
| 6       | رودسيا (RHO)           | 2     | 3    | 2       | 7       |
| 7       | أستراليا (AUS)         | 2     | 3    | 0       | 5       |
| 8       | إسرائيل (ISR)          | 2     | 0    | 3       | 5       |
| 9       | الأرجنتين (ARG)        | 1     | 6    | 9       | 16      |
| 10      | هولندا (NED)           | 0     | 1    | 1       | 2       |
| 11      | النمسا (AUT)           | 0     | 1    | 0       | 1       |
| 12      | فرنسا (FRA)            | 0     | 0    | 1       | 1       |
| المجموع | المجموع                | 42    | 42   | 40      | 124     |

## ملخص الميداليات

### أحداث الرجال
| حدث                   | الذهبية                            | الفضية                             | البرونزية                         |
| --------------------- | ---------------------------------- | ---------------------------------- | --------------------------------- |
| سباق الكراسي فوق T10  | غاري هووبر · أستراليا              | دون كينيدي · الولايات المتحدة      | ديك تومسون · بريطانيا العظمى      |
| سباق الكراسي تحت T10  | رون شتاين · الولايات المتحدة       | تيم هاريس · الولايات المتحدة       | ريتشارد ميلر · الولايات المتحدة   |
| تتابع الكراسي فوق T10 | الولايات المتحدة (USA)             | أستراليا (AUS)                     | لا شيء                            |
| تتابع الكراسي تحت T10 | الولايات المتحدة (USA)             | الأرجنتين (ARG)                    | لا شيء                            |
| رمي العصا A           | ديك تومسون · بريطانيا العظمى       | دانيال إيراسموس · جنوب إفريقيا     | فرانك فوسيرا · الولايات المتحدة   |
| رمي العصا B           | والتر بروسل · ألمانيا الغربية      | د. بيكيرينغ · بريطانيا العظمى      | بورغيز · إيطاليا                  |
| رمي العصا C           | هـ. سميث · الولايات المتحدة        | روبرتو مارسون · إيطاليا            | رالف رو · بريطانيا العظمى         |
| رمي العصا D           | رون شتاين · الولايات المتحدة       | خورخي ديس · الأرجنتين              | تيم هاريس · الولايات المتحدة      |
| رمي القرص A           | دانيال إيراسموس · جنوب إفريقيا     | سي. ساندغلاس · الولايات المتحدة    | فرانك فوسيرا · الولايات المتحدة   |
| رمي القرص B           | ج. ماير · جنوب إفريقيا             | دون كينيدي · الولايات المتحدة      | كيث بينار · رودسيا                |
| رمي القرص C           | روبرتو مارسون · إيطاليا            | ريتشارد مادورو · الولايات المتحدة  | بينينكازا · إيطاليا               |
| رمي القرص D           | رون شتاين · الولايات المتحدة       | تيم هاريس · الولايات المتحدة       | ألبرتو أوكامبو · الأرجنتين        |
| رمي الرمح A           | ديك تومسون · بريطانيا العظمى       | دانيال إيراسموس · جنوب إفريقيا     | فرانك فوسيرا · الولايات المتحدة   |
| رمي الرمح B           | والتر بروسل · ألمانيا الغربية      | ج. ماير · جنوب إفريقيا             | دون كينيدي · الولايات المتحدة     |
| رمي الرمح C           | روبرتو مارسون · إيطاليا            | ويليام فيربانكس · الولايات المتحدة | ليزلي مانسون-بيشوب · رودسيا       |
| رمي الرمح D           | رون شتاين · الولايات المتحدة       | خورخي ديس · الأرجنتين              | تيم هاريس · الولايات المتحدة      |
| دفع الجلة A           | دانيال إيراسموس · جنوب إفريقيا     | ديك تومسون · بريطانيا العظمى       | أي. روز · ألمانيا الغربية         |
| دفع الجلة B           | والتر بروسل · ألمانيا الغربية      | ج. ماير · جنوب إفريقيا             | دون كينيدي · الولايات المتحدة     |
| دفع الجلة C           | بينينكازا · إيطاليا                | ويليام فيربانكس · الولايات المتحدة | ريتشارد مادورو · الولايات المتحدة |
| دفع الجلة D           | رون شتاين · الولايات المتحدة       | تيم هاريس · الولايات المتحدة       | خورخي ديس · الأرجنتين             |
| سلالوم مفتوح          | ريتشارد ميلر · الولايات المتحدة    | روبرتو مارسون · إيطاليا            | جاك بيرون · فرنسا                 |
| خماسي 1               | ريتشارد مادورو · الولايات المتحدة  | فرانك فوسيرا · الولايات المتحدة    | ديك تومسون · بريطانيا العظمى      |
| خماسي 2               | ويليام فيربانكس · الولايات المتحدة | ليزلي مانسون-بيشوب · رودسيا        | خوان زنيتوسكي · الأرجنتين         |
| خماسي فئة خاصة        | رون شتاين · الولايات المتحدة       | تيم هاريس · الولايات المتحدة       | خورخي ديس · الأرجنتين             |

### فعاليات السيدات
| حدث                            | الذهبية                          | الفضية                          | البرونزية                        |
| ------------------------------ | -------------------------------- | ------------------------------- | -------------------------------- |
| سباق الكراسي المتحركة أسفل T10 | كارول برايانت · بريطانيا العظمى  | ل. باترسون · الولايات المتحدة   | كريستا ويلجر · الولايات المتحدة  |
| رمي الهراوة A                  | إلين شرايبر · أستراليا           | آنا ماريا توسو · إيطاليا        | جانيت لافتون · بريطانيا العظمى   |
| رمي الهراوة B                  | لينيت جيلكريست · رودسيا          | سوزانا أولارتي · الأرجنتين      | روزماري هارفي · بريطانيا العظمى  |
| رمي الهراوة C                  | روزيلي هيكسون · الولايات المتحدة | ج. ووترمان · الولايات المتحدة   | نويمي تورتول · الأرجنتين         |
| رمي الهراوة D                  | كريستا ويلجر · الولايات المتحدة  | باترسون · الولايات المتحدة      | سيلفيا كوتشتي · الأرجنتين        |
| رمي القرص A                    | باريسي · الولايات المتحدة        | آنا ماريا توسو · إيطاليا        | كارول جيسي · الولايات المتحدة    |
| رمي القرص B                    | م. فورت · جنوب إفريقيا           | لينيت جيلكريست · رودسيا         | سوزانا أولارتي · الأرجنتين       |
| رمي القرص C                    | روزيلي هيكسون · الولايات المتحدة | ج. ووترمان · الولايات المتحدة   | فاليري فوردير · بريطانيا العظمى  |
| رمي القرص D                    | إيرين موناكو · إيطاليا           | سيلفيا كوتشتي · الأرجنتين       | زيبورا روبين-روزينباوم · إسرائيل |
| رمي الرمح A                    | آنا ماريا توسو · إيطاليا         | إيلين شرايبر · أستراليا         | كارول جيسي · الولايات المتحدة    |
| رمي الرمح B                    | لينيت جيلكريست · رودسيا          | سوزانا أولارتي · الأرجنتين      | م. فورت · جنوب إفريقيا           |
| رمي الرمح C                    | روزيلي هيكسون · الولايات المتحدة | ماريون أوبراين · أستراليا       | نويمي تورتول · الأرجنتين         |
| رمي الرمح D                    | باتيا ميشاني · إسرائيل           | كريستا ويلجر · الولايات المتحدة | زيبورا روبين-روزينباوم · إسرائيل |
| دفع الجلة A                    | آنا ماريا توسو · إيطاليا         | إ. دريسلر · النمسا              | إ. شتريكر · ألمانيا الغربية      |
| دفع الجلة B                    | سوزانا أولارتي · الأرجنتين       | لينيت جيلكريست · رودسيا         | م. فورت · جنوب إفريقيا           |
| دفع الجلة C                    | روزيلي هيكسون · الولايات المتحدة | ج. ووترمان · الولايات المتحدة   | نويمي تورتول · الأرجنتين         |
| دفع الجلة D                    | زيبورا روبين-روزينباوم · إسرائيل | باترسون · الولايات المتحدة      | باتيا ميشاني · إسرائيل           |
| السلالوم المفتوح               | كارول برايانت · بريطانيا العظمى  | إلكا جارلاندت · هولندا          | إ. أوبراين · هولندا              |